# Circaète brun
Circaetus cinereus
Espèce
Statut de conservation UICN

 LC  : Préoccupation mineure
Statut CITES
Le Circaète brun (Circaetus cinereus) est une espèce d'oiseaux de proie de la famille des Accipitridae.  D'après le Congrès ornithologique international, c'est une espèce monotypique.
Cet oiseau vit en Afrique subsaharienne.